# Кнапе, Ульрика
Ульрика Кнапе (швед. Ulrika Margareta Knape-Lindberg, 26 апреля 1955, Гётеборг) — шведская прыгунья в воду, олимпийская чемпионка, чемпионка мира и Европы. Тренер национальной сборной Швеции по прыжкам в воду, готовила шведских спортсменов к Олимпийским играм 1996, 2000 и 2004 годов.

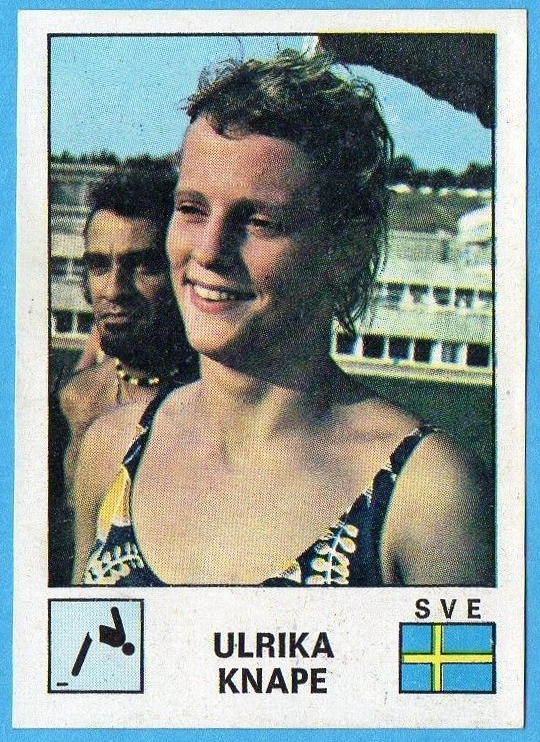
Ульрика в 1974 году

Родилась 26 апреля 1955 года в городе Гётеборге. Прыжками в воду занималась с раннего детства, в 11 лет начала выигрывать первые детские соревнования.
В возрасте семнадцати лет прошла отбор в национальную сборную Швеции для участия в Олимпийских играх. На Олимпиаде выиграла золотую награду в прыжках с 10-метровой вышки и заняла второе место в прыжках с 3-х метрового трамплина. В 1972 году, после триумфального выступления в олимпийском Мюнхене была признана спортсменкой года в Швеции, и получила золотую медаль учреждаемую изданием Svenska Dagbladet.
В 1973 году на первом для себя чемпионате мира проходившем в Белграде она выиграла титул чемпионки в прыжках с вышки и стала серебряным призером в прыжках с трамплина.
На чемпионате Европы 1974 года в Вене выиграла золотые награды в обеих дисциплинах, при этом впервые на соревнованиях столь высокого уровня она получила максимальную оценку 10 баллов.
На Олимпийских играх 1976 года в Монреале спортсменка поехала с травмой спины, однако стала обладательнице серебряной медали в прыжках с вышки, уступив первенство советской прыгунье Елене Вайцеховской.
В начале 1970-х являлась лучшей шведской спортсменкой в водных дисциплинах спорта.
Ульрика Кнапе является матерью и тренером Анны Линдберг (родилась в 1981 году), участницы пяти Олимпиад и 6-кратной чемпионки Европы по прыжкам в воду. Муж — Матс Линдберг, тоже прыгун в воду, выступал за сборную Швеции.
В 1982 году была включена в Зал славы мирового плавания.

## Достижения
- Олимпийская чемпионка (1972) в прыжках с 10-метровой вышки,
- Серебряный призер олимпийских игр (1972) прыжки с 3-метрового трамплина,
- Серебряный призер Олимпийских игр (1976) в прыжках с 10-метровой вышки
- Чемпионка мира (1973),
- Серебряный призер чемпионата мира (1973),
- Бронзовый призер чемпионата мира (1975),
- 2-кратная чемпионка Европы (1974),
- 3-кратная обладательница кубка Европы,
- 38-кратная чемпионка Швеции,
- Чемпионка AAU (1972).